# B航艦
B航艦（Flugzeugträger B）是納粹德國海軍一艘從未完工下水的航空母艦，是當時德國海軍制訂的Z計畫的一部份，與齊柏林伯爵級航空母艦的二號艦。其姊妹艦為齊柏林伯爵號、C航艦、D航艦。 

## 未完成艦
建造該艦的合同於1938年被授予，在基爾德意志造船廠起造，計劃中的下水日期為1940年7月1日。但該艦在1939年9月19日停止建造，並從沒有實際下水。半完成的艦體在1940年2月28日開始進行拆毀工作，工程進行了4個月完成。 
納粹德國海軍在新艦實際下水之前並不會正式賦予艦名，僅僅給序一個代號“B”（至於“A”則是齊柏林伯爵號在下水前的代號）。如果B航艦當年有被建造完成，將被命名為“彼得·史特拉塞號”（Peter Strasser）以紀念第一次世界大戰齊柏林飛船部隊總司令彼得·史特拉塞——雖然說依照德國海軍的傳統會等艦艇完工才會公開艦名，但因為一些戰時文學與街坊間的口耳相傳，使得這個推測艦名開始流傳，到最後便以假亂真，「彼得·史特拉塞」也就成為B航艦的代稱。